# Hot Shots! Part Deux
Hot Shots! Part deux. is een Amerikaanse speelfilm uit 1993 onder regie van Jim Abrahams. Het is het vervolg op Hot Shots! De film is een parodie op Navy SEALs, Rambo, The Guns of Navarone, Apocalypse Now, Robocop, KickBoxer, Star Wars, Commando en Terminator.

## Verhaal
De film opent met een Navy Seal team dat een krijgsgevangene moet gaan bevrijden maar, door stuntelige optreden opgepakt wordt. De Amerikaanse regering stelt een nieuw team samen en luitenant Topper Harley (Charlie Sheen) wordt gevraagd de leiding te nemen. Samen met zijn ex-geliefde Ramada Thompson beukt hij zich door allerlei komische situaties, waarbij ook Saddam Hoessein het moet ontgelden.

## Rolverdeling
| Acteur         | Personage                     |
| -------------- | ----------------------------- |
| Charlie Sheen  | Lt. Topper Harley             |
| Valeria Golino | Ramada Thompson               |
| Lloyd Bridges  | president Thomas 'Tug' Benson |
| Rowan Atkinson | Dexter Hayman                 |
| Jerry Haleva   | Saddam Hoessein               |
| Ryan Stiles    | Rabinowitz                    |